# Дане Олбина
Дане Олбина (Крбавица, код Коренице, 16. јун 1919 — Сарајево, 7. јул 2011) био је учесник Народноослободилачке борбе и друштвено-политички радник СР Босне и Херцеговине.

## Биографија
Пре Другог светског рата стројобраварски радник. 
Члан Комунистичке партије Југославије и учесник Народноослободилачког ратаје од 1941. године. У рату је био члан Месног Комитета КПЈ за Сарајево, Обласног комитета за источну Босну, заменик политичког комесара Шеснаесте муслиманске бригаде, политички комесар Шесте источнобосанске бригаде и Трећег корпуса НОВЈ. 
После рата постаје члан Извршног већа НР Босне и Херцеговине, председник Централног одбора Савеза синдиката радника саобраћаја и веза Југославије. Био је члан Централног комитета Савеза комуниста Босне и Херцеговине, Главног одбора Социјалистичког савеза радног народа (ССРН) Босне и Херцеговине и Савеза удружења бораца Народноослободилачког рата Југославије (СУБНОР). 
Биран је за савезног и републичког посланика. Имао је чин пуковника ЈНА у резерви. 
Носилац је Партизанске споменице 1941. и других југословенских одликовања, међу којима су — Орден народног ослобођења, Орденом партизанске звезде са сребрним венцем и др.